# Biləsuvar
Biləsuvar est l'une des 78 subdivisions de l'Azerbaïdjan. Sa capitale se nomme Biləsuvar.

## Histoire
En 1930, le rayon de Bilassouvar  a été créé. En 1938, le rayon a été renommé  le rayon de Pouchkine. En 1963, le territoire s'est uni au rayon de Djalilabad, et depuis 1964, il redevient rayon indépendant. Après l'effondrement de l'URSS en 1991, rendant son nom historique, le rayon a été rebaptisé le rayon de Bilassouvar.

## Population
La population du rayon est de 99 200 habitants en 2016,.

## Géographie
La superficie totale du rayon est égale à 1 358 km2. Le territoire du rayon occupe la partie sud-ouest et sud de la plaine de Mougan. Le territoire est bordé par le rayon d'Imichli  au nord sur une distance de 53 km, le rayon de Saatli  au sud-ouest sur une distance de 23 km, le rayon de Sabirabad sur une distance de 20 km, le rayon de Salyan  à l'est sur une distance de 23 km, le rayon de Neftchala  sur une distance de 4 km, le rayon de Djalilabad dans le sud sur une distance de 54 km, et l'Iran dans le sud sur une distance de 64 km. La longueur totale des frontières est égale à 241 km. Le poste de douane international se trouve sur le territoire du rayon de Bilassouvar.

## Villes
Bilassouvar est la ville principale du rayon de Bilassouvar.